# Gran Premi Criquielion
El Gran Premi Criquielion és una cursa ciclista belga que es disputa a Deux-Acren en homenatge a l'antic ciclista Claude Criquielion. La primera edició es disputà el 1995 i fins al 2011 fou una cursa amateur. El 2012 va entrar a formar part de l'UCI Europa Tour. De 2000 a 2001 s'anomenà Gran Premi del President - Deux-Acren.
De 1993 a 2004 també es va disputar un altre GP Criquielion a Beyne-Heusay.

## Palmarès a Deux-Acren
| Any       | Vencedor         | Segon                | Tercer                          |
| --------- | ---------------- | -------------------- | ------------------------------- |
| 1995      | Gino Primo       | Malcolm Lange        | Gianni Rivera                   |
| 1996      | Johan Remels     | Pascal Dufourni      | Pawel Kowalski                  |
| 1997      | Steven Van Aken  | Yannick Luccini      | Geert Verdeyen                  |
| 1998      | Sven Nys         | Geert Verdeyen       | Jan Claes                       |
| 1999      | Gianni David     | Danny Van Der Massen | Guido Ringoet                   |
| 2000      | Johan Verhaegen  | Guillaume Laloux     | Ivan Moureau                    |
| 2001      | Cameron Hughes   | David McPartland     | Carlo Meneghetti                |
| 2002      | Renaud Boxus     | Johan Verhaegen      | Ken Hashikawa                   |
| 2003      | Kurt Hovelynck   | Stephane Petilleau   | Assan Bazayev                   |
| 2004      | Hamish Haynes    | David O'Loughlin     | Raphael Bastin                  |
| 2005      | Kevin Degezelle  | Heath Blackgrove     | Yuriy Yuda                      |
| 2006      | Jonathan Henrion | Jérôme Baugnies      | Rob Hurd                        |
| 2007      | Michael Blanchy  | Bobbie Traksel       | Zdeněk Štybar                   |
| 2008      | Fabio Polazzi    | Dave Bruylandts      | Thomas Degand                   |
| 2009      | Nico Kuypers     | Thomas Degand        | Gunter Sterck                   |
| 2010      | Jelle Wallays    | Jarl Salomein        | Julien Vermote                  |
| 2011      | Tim De Troyer    | Laurent Donnay       | Maarten Vlasselaer              |
| 2012      | Tom David        | Jonathan Breyne      | Niels Wytinck                   |
| 2013      | Boris Vallée     | Gijs Van Hoecke      | Eugenio Alafaci                 |
| 2014      | Kevin Peeters    | Bert Van Lerberghe   | Kevin Deltombe                  |
| 2015      | Jelle Wallays    | Jef Van Meirhaeghe   | Thomas Vaubourzeix              |
| 2016      | Timothy Dupont   | Timothy Stevens      | Rob Leemans                     |
| 2017      | Bram Welten      | Arjen Livyns         | Lionel Taminaux · Jelle Donders |
| 2018      | Lionel Taminiaux | Alfdan De Decker     | Alexander Maes                  |
| 2019      | Arne Marit       | Milan Menten         | Žiga Jerman                     |
| 2020-2021 | no organitzada   | no organitzada       | no organitzada                  |
| 2022      | Pier-André Coté  | Gil Gelders          | Thimo Willems                   |
| 2023      | Sam Welsford     | Milan Menten         | Kristoffer Halvorsen            |
| 2024      | Alec Segaert     | Pavel Bittner        | Jenthe Biermans                 |
| 2025      | Matteo Moschetti | Hugo Hofstetter      | Giacomo Nizzolo                 |

## Palmarès a Beyne-Heusay
| Any  | Vencedor            | Segon                 | Tercer            |
| ---- | ------------------- | --------------------- | ----------------- |
| 1993 | Franky De Buyst     | Kurt Van De Wouwer    | Mario Moermans    |
| 1994 | Koos Moerenhout     | Mario Moermans        | Karel Poets       |
| 1995 | Glenn D'Hollander   | Sebastien Demarbaix   | Koos Moerenhout   |
| 1996 | Raivis Belohvosciks | Philippe Vereecke     | Stive Vermaut     |
| 1997 | Davy Daniels        | Philippe Vereecke     | Jurgen Vandewalle |
| 1998 | Renaud Boxus        | Jurgen Van Roosbroeck | Danny Swinnen     |
| 1999 | Mario Raes          | David Plas            | Christophe Brandt |
| 2000 | Chris Newton        | Danny Van Looy        | Frederik Willems  |
| 2001 | Steven Caethoven    | Wesley Van Der Linden | Igor Abakoumov    |
| 2002 | No disputat         |                       |                   |
| 2003 | Reinier Honig       | Kenny Dehaes          | Kristof De Beule  |
| 2004 | Kurt Hovelijnck     | Pieter Ghyllebert     | Fredrik Johansson |